# Dongtan
Dongtan é uma cidade que está sendo construída na China e é considerada a primeira cidade ecologicamente sustentável do mundo.

## Projeto
O projeto surgiu como iniciativa do governo chinês, dono de 56% da segunda maior construtora do país, a Shangai Industrial Investment Corporation (SIIC). Em agosto de 2005, os representantes da SIIC contrataram a Arup, consultoria inglesa especializada em design e inovação, que reuniram um grupo de 150 especialistas para o projeto, entre sociólogos, filósofos, economistas e até ornitólogos.
Em construção, na ilha de Chongming, à 25 quilômetros de Xangai, Dongtan é o projeto de uma cidade auto-sustentável em seu consumo de energia e água, além de não emitir nenhum tipo de gases causadores do efeito estufa.
Com previsão para ser inaugurada em 2010, inicialmente a cidade irá abrigar 20.000 pessoas, até o ano de 2020 estima-se que a população da cidade será de 80.000 habitantes.

### Moradias
A cidade está sendo projetada como uma vila, onde as casas serão planejadas para tirar o melhor proveito possível das condições naturais do clima, diminuindo o uso de sistemas de aquecimento ou resfrimento, que consomem muita energia, os prédios terão no máximo 6 andares, dispensando o uso de elevadores, também visando o consumo de energia.

### Veículos e transporte
Os veículos tradicionais serão banidos, por possuirem altos índices de emissão de gases poluentes, serão priorizados no transporte o uso de bicicletas e lambretas movidas a bateria ou carros à base de hidrogênio. Para isso apenas 7 minutos de caminhada irão separar as casas de toda a infra-estrutura da cidade, como escolas, hospitais. Os meios de transporte público a serem utilizados na cidade não poderão emitir gases poluentes, sendo permitido somente a utilização daqueles movidos a eletricidade ou hidrogênio.

### Energia, água e lixo
A cidade será auto-suficiente em energia e água. Só serão admitidas fontes alternativas e renováveis, como a força dos ventos, além de biogás e de biomassa, sobretudo a partir de casca de arroz. O sistema de água será duplo, com encanamentos de água potável e não potável, o segundo, usado para descargas e irrigação, por exemplo. Cerca de 80% do lixo será reciclado e até os dejetos serão processados e reutilizados como adubo.